# SISKOM – Stowarzyszenie Integracji Stołecznej Komunikacji
SISKOM – Stowarzyszenie Integracji Stołecznej Komunikacji – stowarzyszenie o charakterze non-profit powstałe 25 marca 2006 roku. Jego działalność polega m.in. na organizowaniu spotkań informacyjnych, dyskusjach, udziale w konsultacjach społecznych i ma na celu wpływanie na ostateczny kształt projektów infrastrukturalnych. Współpracuje z organizacjami ekologicznymi, aby rozwój infrastruktury drogowej odbywał się z poszanowaniem prawa oraz środowiska naturalnego i był możliwie przyjazny społeczeństwu. Od końca grudnia 2009 roku stowarzyszenie jest organizacją pożytku publicznego przyjmującą 1% podatku.

## Historia
SISKOM założyli uczestnicy forum dyskusyjnego portalu Gazeta.pl, którzy zebrali się jesienią 2004. Pierwotnym celem było publikowanie projektów warszawskich dróg, przeciw którym odbywało się wiele protestów, choć same projekty nie były znane. Nazwa „SISKOM” była skrótem od „Społeczny i Spontaniczny Komitet Obwodnicy Miejskiej”. Strona siskom.waw.pl powstała w kwietniu 2005.

## Działalność
Głównym obszarem jego działania jest Warszawa i województwo mazowieckie. Członkowie stowarzyszenia spotykają się ze specjalistami w dziedzinie ochrony środowiska, transportu i budowy dróg w celu ustalenia i przedyskutowania najlepszej lokalizacji i ostatecznego kształtu infrastruktury. Oficjalne materiały i projekty zamieszczane są w witrynie internetowej stowarzyszenia, a o jego działalności informuje prasa warszawska i ogólnopolska. Jest jednym z niewielu stołecznych stowarzyszeń, obok Forum Rozwoju Warszawy (FRW), które prowadzi działalność typu YIMBY. Stowarzyszenie m.in. protestowało przeciwko podwyżce cen biletów komunikacji miejskiej w 2011, wspierało projekt budowy tras wylotowych z Warszawy, a także wprowadzenie priorytetu dla tramwajów w komunikacji miejskiej. Stowarzyszenie zbierało informacje i składało propozycje dotyczące przebudowy infrastruktury kraju w ramach przygotowań do Euro 2012. Stowarzyszenie udostępnia serwery dla projektów takich jak mapa stanu budowy dróg i autostrad oraz przechowywania dokumentacji inwestycji infrastrukturalnych. W 2020 roku SISKOM przygotowaliśmy opracowanie przebudowy linii średnicowej, a jego członkowie uczestniczą w pracach branżowych komisji  dialogu społecznego ds infrastruktury drogowej i architektury.

## Zarząd
Prezesem stowarzyszenia jest Piotr Kostrzewa, zaś w skład zarządu wchodzą Adam Zając, Łukasz Oleszczuk, Tomasz Kret, Jan Jakiel oraz Paweł Pietrzyk.